# Alex Cordaz
Alex Cordaz (né le 1er janvier 1983 à Vittorio Veneto, dans la province de Trévise, en Vénétie, en Italie) est un footballeur italien évoluant au poste de gardien de but à l'Inter Milan.

## Biographie
Il évolue en Italie, en Suisse, et en Slovénie.

## Palmarès
- Vainqueur de la Coupe de Slovénie en 2014 avec le ND Gorica.

## Statistiques
| Saison      | Club             | Pays     | Championnat      | Championnat | Championnat |
| Saison      | Club             | Pays     | Division         | Matchs      | Buts        |
| ----------- | ---------------- | -------- | ---------------- | ----------- | ----------- |
| 2002 - 2003 | Spezia Calcio    | Italie   | Serie C1         | 1           | 0           |
| 2003 - 2004 | Inter Milan      | Italie   | Serie A          | 0           | 0           |
| 2004 - 2005 | Spezia Calcio    | Italie   | Serie C1         | 5           | 0           |
| 2005 - 2006 | AS Acireale      | Italie   | Serie C1         | 30          | 0           |
| 2006 - 2007 | AS Pizzighettone | Italie   | Serie C1         | 18          | 0           |
| 2006 - 2007 | Treviso FBC      | Italie   | Serie B          | 2           | 0           |
| 2007 - 2008 | Treviso FBC      | Italie   | Serie B          | 2           | 0           |
| 2008 - 2009 | Treviso FBC      | Italie   | Serie B          | 15          | 0           |
| 2009 - 2010 | FC Lugano        | Suisse   | Challenge League | 27          | 0           |
| 2010 - 2011 | FC Lugano        | Suisse   | Challenge League | 29          | 0           |
| 2011 - 2012 | AS Cittadella    | Italie   | Serie B          | 40          | 0           |
| 2012 - 2013 | AS Cittadella    | Italie   | Serie B          | 40          | 0           |
| 2013 - 2014 | ND Gorica        | Slovénie | PrvaLiga         | 35          | 0           |
| 2014 - 2015 | FC Crotone       | Italie   | Serie B          | 19          | 0           |
| 2015 - 2016 | FC Crotone       | Italie   | Serie B          | 42          | 0           |
| 2016 - 2017 | FC Crotone       | Italie   | Serie A          | 30          | 0           |